# Microsoft Band
Microsoft Band – inteligentna opaska fitness Microsoftu. Jej premiera odbyła się w październiku 2014. Microsoft Band współpracuje z systemem Windows 8.1, Android i iOS. Opaska nie jest dostępna w Polsce.

## Funkcje

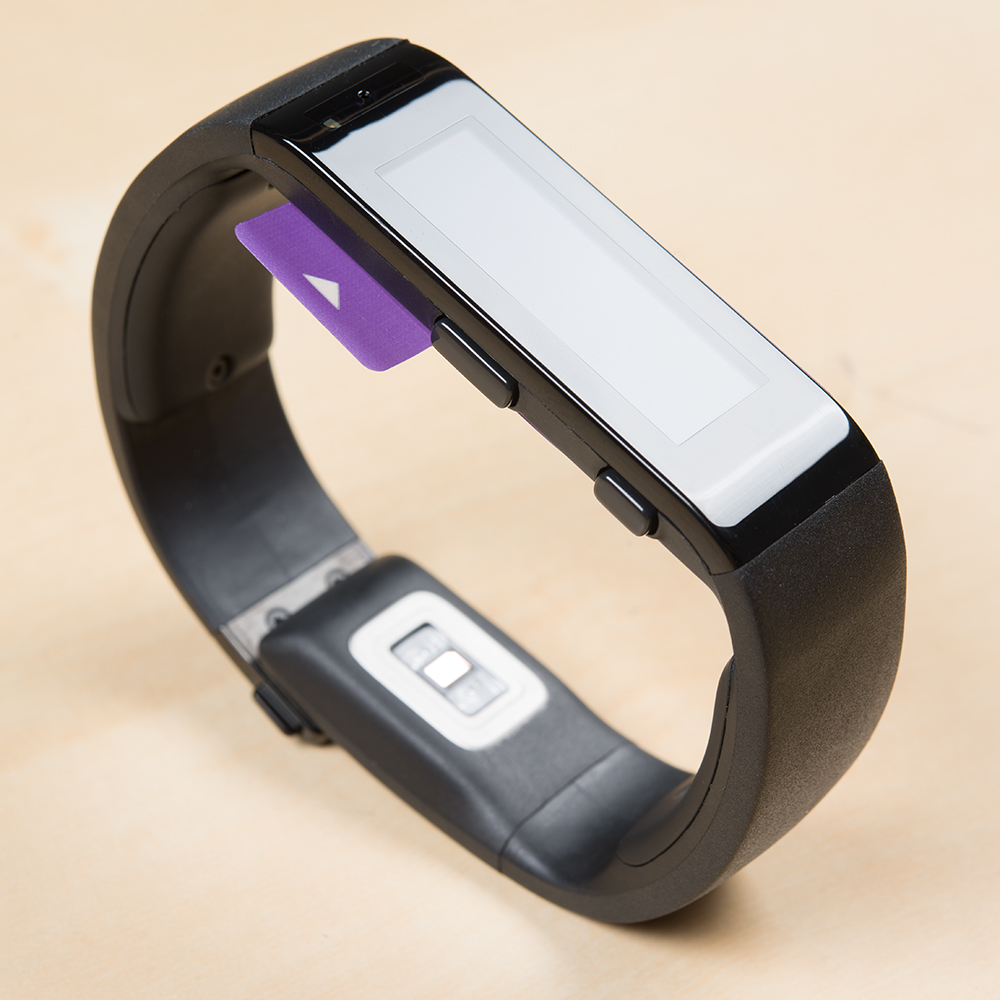
Opaska Microsoft Band

Microsoft Band jest niewielkim i lekkim urządzeniem. Dzięki niemu możemy na bieżąco analizować i obserwować aktywność przeliczoną na liczbę spalonych kalorii oraz liczbę przebytych kilometrów. Oprócz tych podstawowych funkcji istnieje również możliwość monitorowania jakości naszego snu oraz tryby treningowe, w których zbadamy nasze tętno, ilość spalonego tłuszczu oraz węglowodanów. Jeżeli trening odbywał się na otwartej przestrzeni to dodatkowo poznamy szczegółowe informacje o przebytej trasie oraz uzyskiwanych prędkościach czy w to w treningu biegowym czy rowerowym. Do optymalnego wykorzystania opaski niezbędny jest telefon, na którym można zainstalować aplikację Microsoft Health.